# Mazen al-Dhalaein
 (octobre 2015).
Mazen al-Dhalaein est un homme politique jordanien, député.
En 2015, il apprend la mort de fils, auteur d'un attentat suicide de l'Etat Islamique en Irak.